# Ranunculus pyrenaeus
Ranunculus pyrenaeus là một loài thực vật có hoa trong họ Mao lương. Loài này được L. miêu tả khoa học đầu tiên năm 1771.

## Hình ảnh

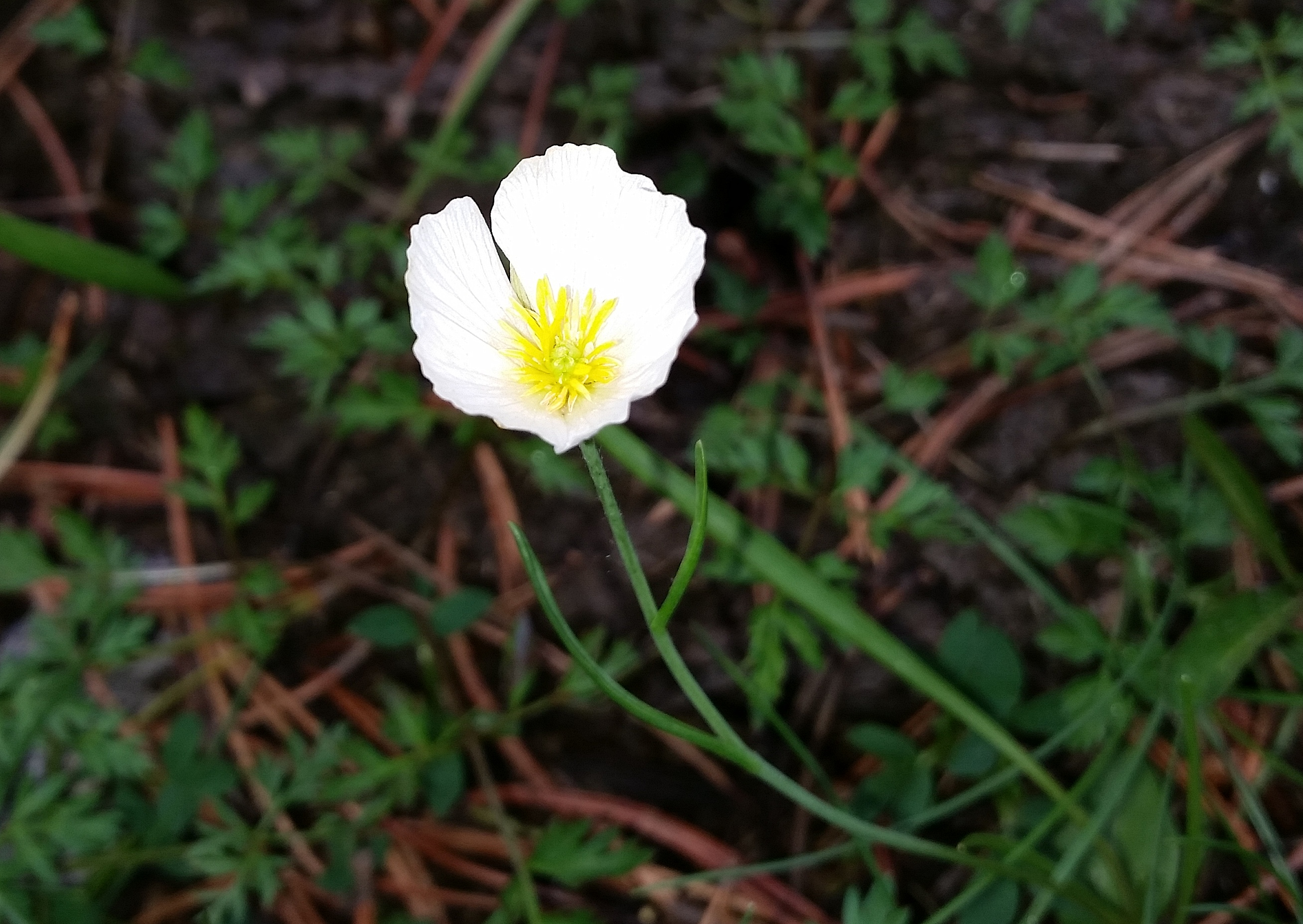
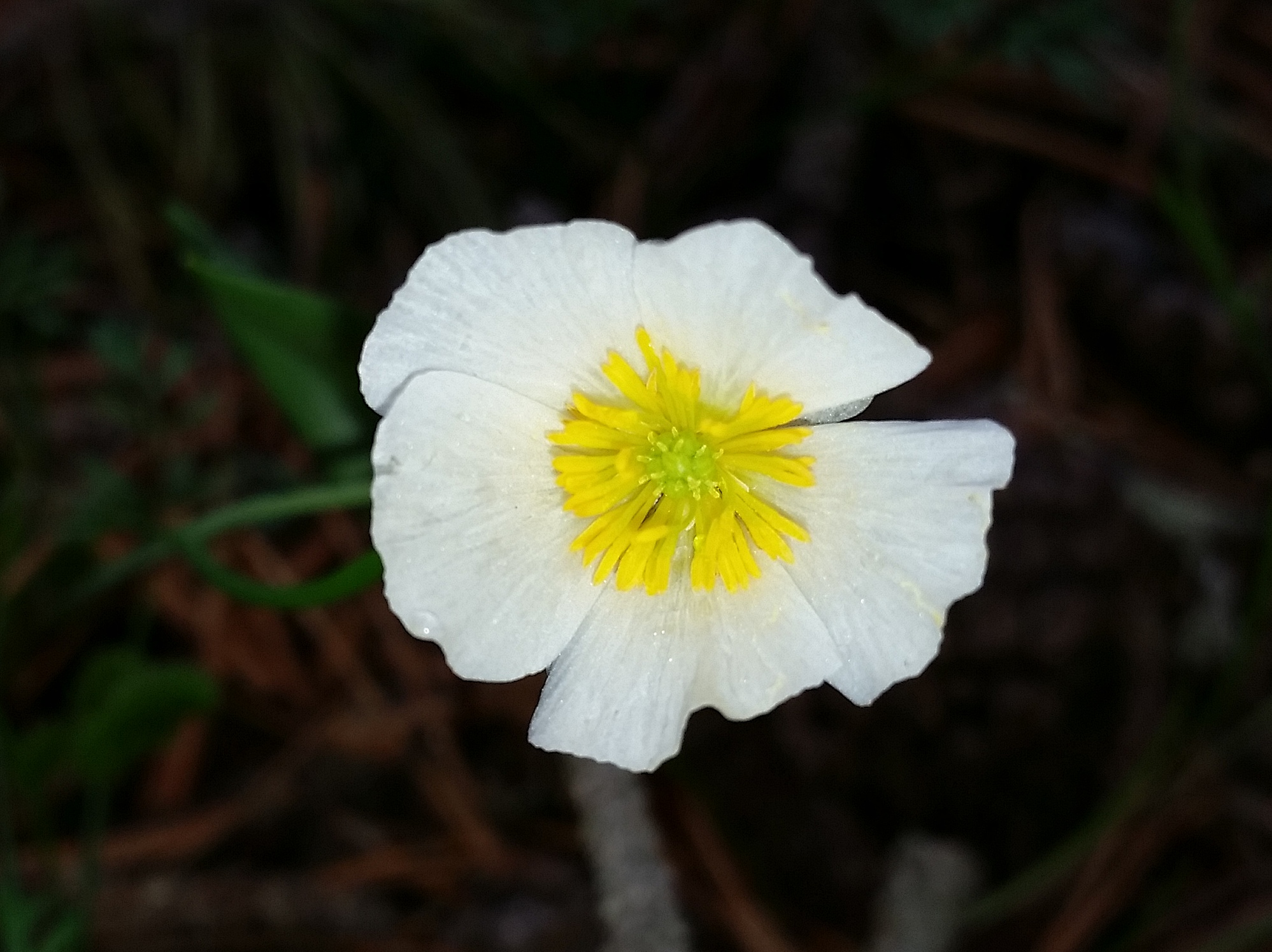